# Linus Reichlin

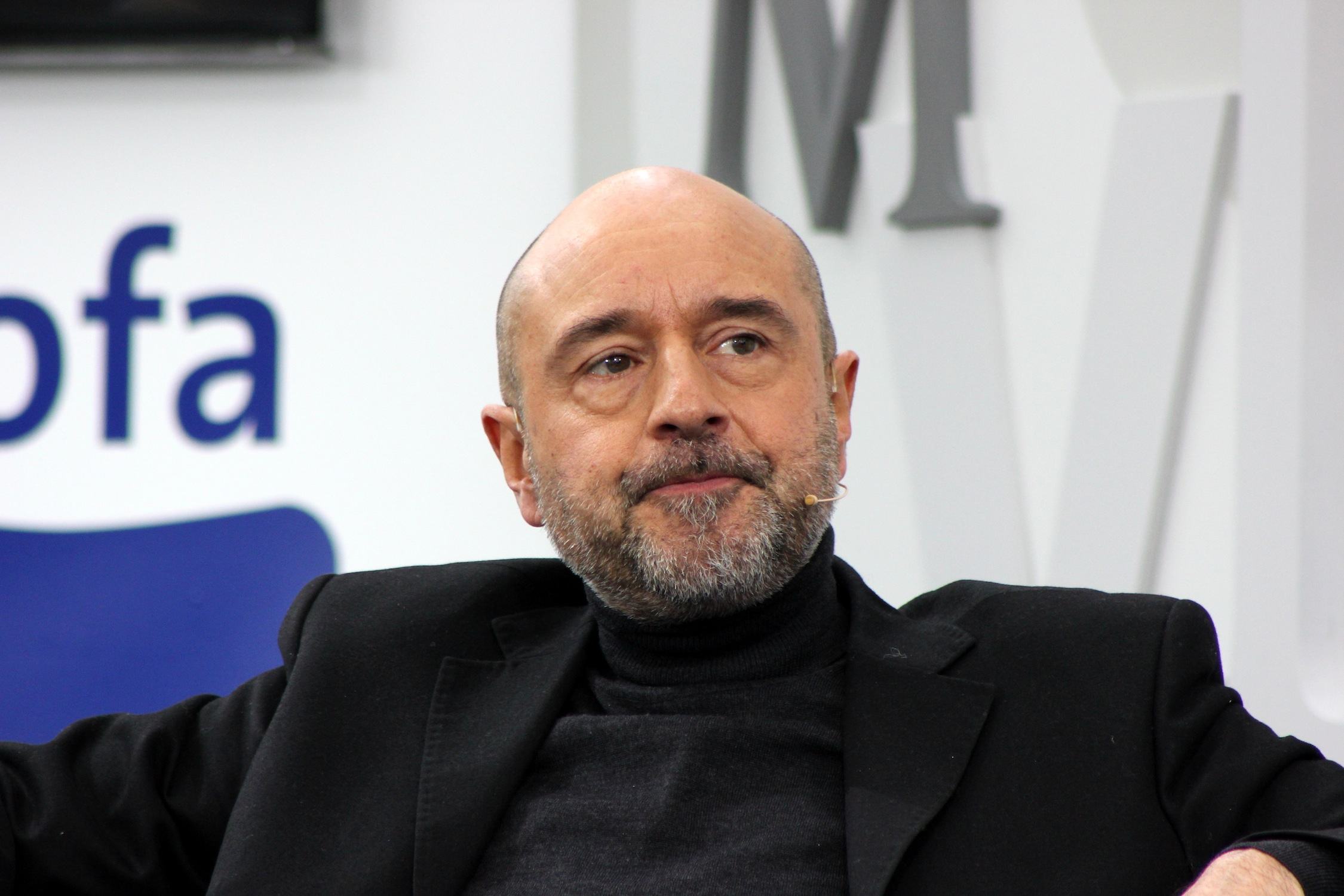
Linus Reichlin, Leipziger Buchmesse 2013

Linus Reichlin (* 9. Juni 1957 in Aarau) ist ein Schweizer Schriftsteller und Kolumnist.

## Leben
Reichlin begann 1985 Reportagen und Essays zu schreiben. Ab 1997 wurde er einem grösseren Publikum bekannt durch seine literarisch-satirischen Kolumnen, besonders mit Moskito in der Weltwoche (von 1998 bis 2002). Seit 2007 arbeitet er als freier Schriftsteller; er hat seither mehrere Romane veröffentlicht. Seine Reihe um den pensionierten belgischen Ex-Polizisten Hannes Jensen dreht sich – ähnlich den Süden-Kriminalromanen eines Friedrich Ani – eher um Psychologie als um Bluttaten und kommt darüber hinaus ohne berufsmässige Ermittler aus. Sowohl Die Sehnsucht der Atome als auch Der Assistent der Sterne standen monatelang auf der KrimiWelt-Bestenliste. Der Deutsche Krimi Preis 2009 sorgte für breites Leserinteresse.
2011 gehörte Reichlin zu den Wettbewerbern um den Ingeborg-Bachmann-Preis; er gewann dort jedoch keinen Preis. Sein Roman Das Leuchten in der Ferne (2012) führt den Kriegsreporter Moritz Martens nach Afghanistan in persönliche Grenzerfahrungen.
Linus Reichlin lebt in Berlin.

## Auszeichnungen
- 1992: Zürcher Journalistenpreis
- 1996: Ben-Witter-Preis der Zeit
- 2009: Deutscher Krimi Preis 1. Platz in der Kategorie Preisträger National für Die Sehnsucht der Atome
- 2010: Wissenschaftsbuch des Jahres in der Kategorie Unterhaltung für Der Assistent der Sterne

## Werke
- Wir Farbenblinden und Kristina Columb. Zwei Erzählungen. Eco, Zürich 1988, ISBN 3-85647-094-8.
- Vom Verstecken eines Gastes. Dokumentarerzählung. Zytglogge, Gümligen 1990, ISBN 3-7296-0349-3.
- Kriegsverbrecher Eugen Wipf. Schweizer in der Waffen-SS, in deutschen Fabriken und an den Schreibtischen des Dritten Reiches. Weltwoche-ABC, Zürich 1994, ISBN 3-85504-155-5.
- Kampf dem Orgasmus! Kolumnen (aus der Zeit), Ill. Rattelschneck. Eichborn, Frankfurt am Main 1999, ISBN 3-8218-3557-5.
- Wie man endlich glücklich wird. Lebenshilfen. Kolumnen (Best of Moskito!), Ill. Rattelschneck. Eichborn, Frankfurt am Main 2001, ISBN 3-8218-3558-3.
- Die Sehnsucht der Atome. Kriminalroman. Eichborn, Berlin 2008, ISBN 978-3-8218-5835-7.
- Der Assistent der Sterne. Roman. Galiani Verlag, Berlin 2009, ISBN 978-3-86971-003-7.
- Er. Roman. Galiani, Berlin 2011, ISBN 978-3-86971-036-5.
- Das Leuchten in der Ferne. Galiani, Berlin 2012, ISBN 978-3-86971-053-2.
- In einem anderen Leben. Roman. Galiani, Berlin 2014, ISBN 978-3-86971-104-1.[1]
- Manitoba. Galiani, Berlin 2016, ISBN 978-3-86971-131-7.[2]
- Keiths Probleme im Jenseits. Roman. Galiani, Berlin 2019, ISBN 978-3-86971-191-1.
- Señor Herreras blühende Intuition. Roman. Galiani, Berlin 2021, ISBN 978-3-86971-227-7.[3]
- Ein Stadtmensch im Wald (unter dem Pseudonym H. D. Walden).[4] Roman. Galiani, Berlin 2021, ISBN 978-3-86971-242-0.
- Der Hund, der nur Englisch sprach. Roman. Galiani, Berlin 2023, ISBN 978-3-86971-285-7.

### Herausgeberschaft
- mit Isabel Morf (Hrsg.): Stadtzeiten: Zürcher Autorinnen und Autoren. Drachen, Zürich 1986, ISBN 3-905459-01-9.

## Belege
1. ↑  Das Leben eines Verdrängungsweltmeisters. Gespräch mit Linus Reichlin im Deutschlandradio Kultur in der Sendung "Lesart"
2. ↑  Rezension von Martin Kuester, im letzten Drittel des Essays; Witze Reichlins über den "Indianthusiasm" Deutschsprachiger in Kanada
3. ↑  Arno Renggli: Der neue Roman von Linus Reichlin: Im spanischen Kloster gibt es Chaos statt Entspannung. In: Aargauer Zeitung vom 11. Februar 2021
4. ↑  Eintrag im Katalog der Deutschen Nationalbibliothek

| Personendaten    | Personendaten                               |
| ---------------- | ------------------------------------------- |
| NAME             | Reichlin, Linus                             |
| KURZBESCHREIBUNG | Schweizer Schriftsteller, ehedem Journalist |
| GEBURTSDATUM     | 9. Juni 1957                                |
| GEBURTSORT       | Aarau                                       |